# Bekanntgabe von Verwaltungsakten (Deutschland)
Die Bekanntgabe eines Verwaltungsakts ist im deutschen Verwaltungsrecht die Eröffnung des Verwaltungsaktes gegenüber dem Betroffenen mit Wissen und Willen der Behörde.

## Bedeutung
Ein Verwaltungsakt muss demjenigen bekanntgegeben werden, für den er bestimmt ist oder der von ihm betroffen wird (§ 41 Abs. 1 Satz 1 VwVfG). Erst mit der Bekanntgabe ist der Verwaltungsakt rechtlich existent (er ist „in der Welt“) und entfaltet äußere Wirksamkeit. Ab diesem Zeitpunkt laufen die Rechtsbehelfsfristen. Die Bekanntgabe kann auch gegenüber anderen Personen vorgenommen werden (Bekanntgabeadressat). Das kann der bevollmächtigte Anwalt, Steuerberater oder der Betreuer des Inhaltsadressaten sein. Von der äußeren Wirksamkeit zu unterscheiden ist die innere Wirksamkeit. Die innere Wirksamkeit tritt grundsätzlich mit der Bestandskraft ein, insbesondere mit Ablauf der Rechtsbehelfsfrist.
Gesetzliche Regelungen zur Bekanntgabe von Verwaltungsakten finden sich in § 41 VwVfG, § 37 SGB X, § 122 AO. Gleichlautende Bestimmungen enthalten auch die §§ 41 der Landesverwaltungsverfahrensgesetze.

## Arten
Vom Regelfall der nichtförmlichen Bekanntgabe ist die Bekanntgabe durch förmliche Zustellung zu unterscheiden. Sie erfolgt nach den Regeln des Verwaltungszustellungsgesetzes des Bundes (vor allem nach § 3, § 4, § 5 und § 5a VwZG) und der Verwaltungszustellungsgesetze der Länder. Die öffentliche Bekanntgabe erfolgt durch ortsübliche Bekanntmachung.

## Bekanntgabehandlung und Bekanntgabewille
Damit der Verwaltungsakt der Behörde zugerechnet werden kann, muss sie gewollt haben, dass er dem Adressaten und gerade diesem Adressaten bekanntgegeben wird. Zufällige Kenntnis von der Existenz eines Verwaltungsakts ist keine Bekanntgabe (Beispiel: Ein Grundeigentümer erfährt, dass dem Nachbarn eine Baugenehmigung erteilt worden ist). Es laufen für den Nachbarn keine Rechtsmittelfristen. Das bedeutet nicht, dass er die Baugenehmigung mangels wirksamer Bekanntgabe noch anfechten kann, wenn der Bau längst errichtet ist. Die Einlegung von Rechtsmitteln kann nämlich verwirkt sein, wenn der Nachbar durch längeres Nichtstun zu erkennen gibt, dass er gegen das Vorhaben keine Einwände hat.

## Bekanntgabeform
In welcher Form die Bekanntgabe erfolgt, steht im Ermessen der Behörde. Sie orientiert sich zunächst an der Frage, ob der Verwaltungsakt selbst in einer bestimmten Form ergehen muss (z. B. Schriftform). Da Verwaltungsakte grundsätzlich auch mündlich (auch telefonisch) oder durch Zeichen (z. B. Verkehrszeichen) ergehen können (§ 37 Abs. 2 VwVfG, § 33 Abs. 2 SGB X, § 119 Abs. 2 AO), ist eine Bekanntgabe in derselben Form möglich. Ergeht der Verwaltungsakt schriftlich und ist keine förmliche Zustellung vorgeschrieben, erfolgt die Übermittlung häufig durch gewöhnlichen Brief. Ist der Behörde daran gelegen, den genauen Zugangszeitpunkt nachzuweisen, kann sie sich aber auch für eine förmliche Zustellung entscheiden. Möglich ist auch die persönliche Aushändigung an den Adressaten.

## Bekanntgabefiktion
Ein Verwaltungsakt, der im Inland durch gewöhnlichen Brief übermittelt wird, gilt am vierten Tag nach der Aufgabe zur Post als bekanntgegeben (§ 41 Abs. 2 VwVfG, § 37 Abs. 2 SGB X, § 122 Abs. 2 Nr. 1 AO - Viertagesfiktion; vor dem 1. Januar 2025 abgesandte Sendungen galten schon am dritten Tage nach Aufgabe zur Post als zugestellt).
Für die Bekanntgabe im Ausland besteht nur für das Abgabenrecht eine Fiktionsregelung: Nach § 122 Abs. 2 Nr. 2 AO tritt die Bekanntgabefiktion einen Monat nach Aufgabe der Sendung zur Post ein. 
Wird der Verwaltungsakt elektronisch übermittelt, gilt für Empfänger im Inland und im Ausland die Viertagesfiktion (bis 2024: Dreitagesfiktion). 
Um den fiktiven Bekanntgabezeitpunkt berechnen zu können, muss die Behörde den Tag der Aufgabe zur Post in ihren Akten vermerken. Fehlt ein solcher Vermerk, kann eine Bekanntgabefiktion nicht eintreten.
Geht der Verwaltungsakt erst nach dem fiktiven Zugangszeitpunkt beim Adressaten ein, ist der Verwaltungsakt erst zu dem späteren Zeitpunkt wirksam bekanntgegeben. Geht der Verwaltungsakt dem Empfänger tatsächlich schon am Tag nach der Aufgabe zur Post zu, gilt er trotzdem erst am vierten Tag als bekanntgegeben.
Wählt die Behörde eine förmliche Zustellung, so gilt Folgendes:
- Bei Bekanntgabe im Inland mittels Übergabeeinschreibens (ohne Rückschein) gilt die Viertagesfiktion (§ 4 Abs. 2 Satz 2 VwZG). Eine förmliche Zustellung durch Übergabeeinschreiben im Ausland ist nicht zulässig (arg. § 9 Abs. 1 Nr. 1 VwZG).
- Bei Bekanntgabe durch Postzustellungsauftrag, durch Einschreiben mit Rückschein oder durch beigefügtes Empfangsbekenntnis ist der Verwaltungsakt zu dem Zeitpunkt bekanntgegeben, der auf der Urkunde (Postzustellungsurkunde, Rückschein, Empfangsbekenntnis) vermerkt ist.

Bestreitet der Adressat den Erhalt des Verwaltungsaktes, muss die Behörde den Zugang beweisen.